# Divergenz (Meteorologie)

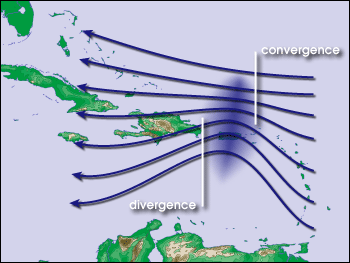
Konvergenz- und Divergenzgebiete bei der Entstehung eines Hurrikans in der Karibik

Wenn Luftmassen in Richtung der Erdoberfläche absinken und schließlich auseinanderfließen, spricht man von Divergenz. Zu ihrem Ausgleich muss Luft aus höheren Schichten nachströmen, welche wiederum durch dort zusammenfließende (konvergierende) Luft ersetzt wird. Die Luft erwärmt sich beim Absinken, was deren Wasserdampfkapazität erhöht und folglich mit einer Auflösung der Wolkendecke einhergeht. Dieser Vorgang kann unter anderem im Kern von Hochdruckgebieten beobachtet werden, weshalb diese auch einen Schönwettercharakter besitzen.
Die Formel für die Divergenz lautet:
{\displaystyle \operatorname {div} {\vec {V}}_{2}={\frac {\partial u}{\partial x}}+{\frac {\partial v}{\partial y}}>0}
mit
- dem Divergenzoperator {\displaystyle \operatorname {div} }
- dem 2D-Windvektor {\displaystyle {\vec {V}}_{2}}
- der zonalen Windkomponente {\displaystyle u} und
- der meridionalen Windkomponente {\displaystyle v}.

Divergenzen und Konvergenzen entstehen auch im Bereich der außertropischen Westwindzone (Jetstream), wenn der Strahlstrom Rossby-Wellen ausbildet, beim Umfließen von Hindernissen (Gebirgen) oder als Folge von Geschwindigkeitsunterschieden aufgrund unterschiedlicher Bodenreibung (z. B. über Meer und Land). Sie sind für die Bildung von dynamischen Druckgebieten verantwortlich.